# Référendum de 2020 aux Îles Vierges des États-Unis
Un référendum a lieu le 3 novembre 2020 aux Îles Vierges des États-Unis. La population est amenée à se prononcer sur la convocation d'une assemblée constituante chargée de rédiger une constitution.
Le résultat du référendum est légalement contraignant. Pour être considéré comme valide, il doit cependant réunir la majorité absolue des suffrages en faveur de la proposition, pour un total de suffrages exprimés au moins égal à la moitié du nombre de votants aux élections organisées simultanément. Les résultats donnent une large majorité des suffrages exprimés en faveur de la convocation d'une constituante, couplée à un franchissement du quorum de votants exigé, ce qui permet la validation du référendum.

## Objet

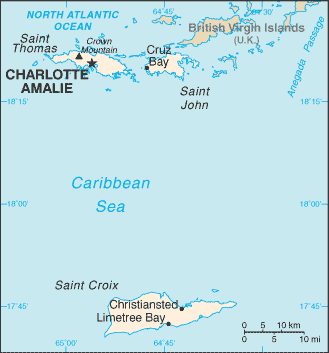

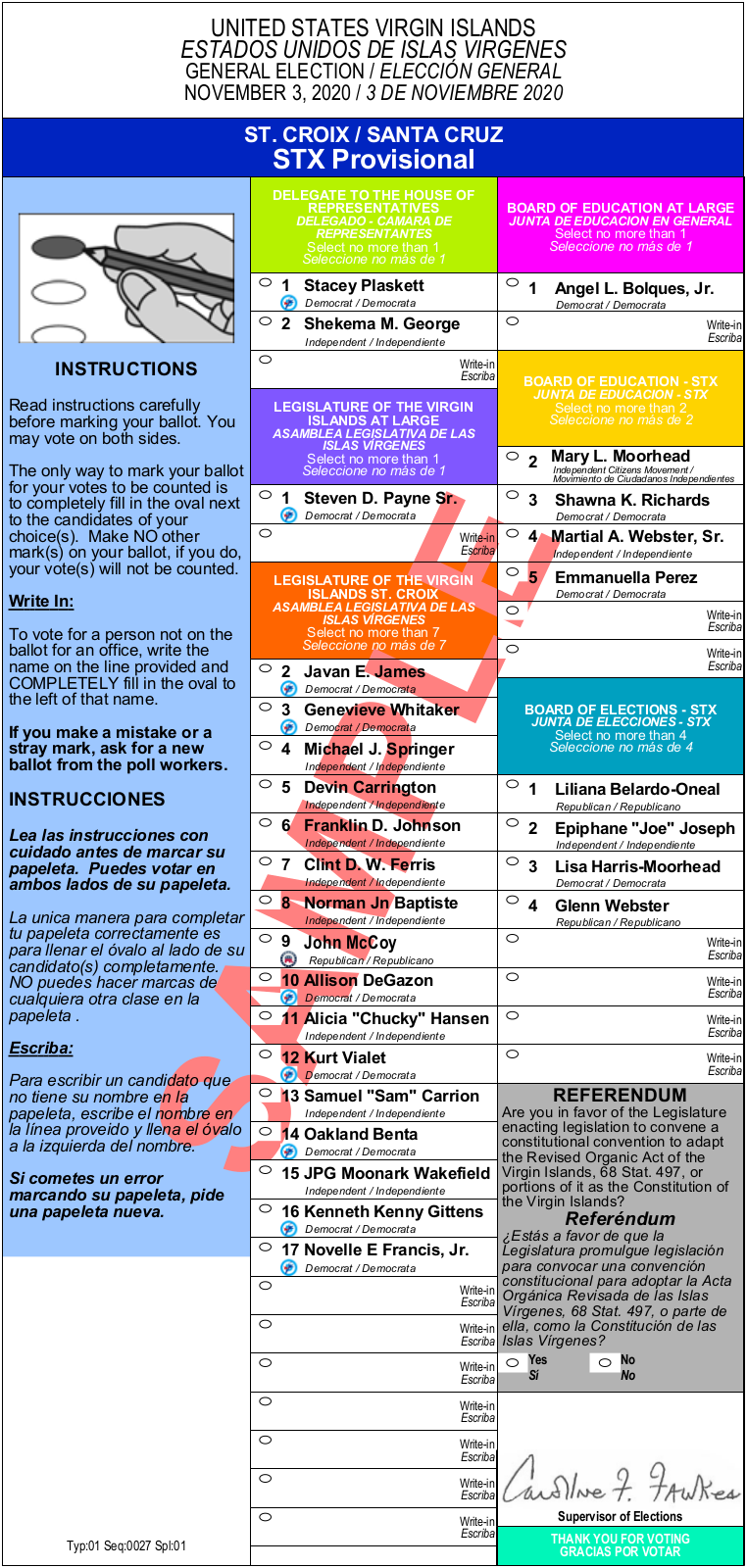
Bulletin de vote utilisé pour les élections et le référendum (en bas à droite)

Les Îles Vierges des États-Unis sont un territoire non incorporé et organisé des États-Unis. Depuis les années soixante, le gouvernement local tente sans succès de se doter d'une constitution propre,. 
Une première assemblée constituante se réunit en 1964, mais son projet de texte constitutionnel n'est pas adopté par le Congrès américain, bien que quelques éléments soit par la suite intégrés à la législation de l'archipel. Une seconde constituante est convoquée sept ans plus tard et son projet de constitution approuvé par référendum en 1972, mais le délégué des Îles Vierges Ron de Lugo ne présente pas le texte au Congrès, estimant le taux de participation insuffisant. Les projets de deux autres constituantes échouent par référendum en 1979 et 1981. Une cinquième assemblée constituante rédige un projet de constitution en 2009, mais celui ci rencontre l'opposition du gouverneur de l'époque, John de Jongh.
La Législature des Îles Vierges, son parlement unicaméral, vote le 7 mai 2020 à l'unanimité de ses membres la mise à référendum de la convocation d'une sixième assemblée constituante. La loi est signée le lendemain par le gouverneur Albert Bryan,. 
En cas de résultat favorable, la législature mettra en œuvre des élections constituantes. Pour que le résultat du référendum soit validé, le projet doit cependant réunir deux conditions. La loi votée par le parlement requiert que la majorité des électeurs participant aux élections organisées le même jour participent également au référendum, et que la majorité absolue de ces suffrages exprimés soient en faveur de la convocation de la constituante. L'ensemble des scrutins ont en effet lieu via un bulletin unique : les électeurs ont ainsi la possibilité de voter pour ou contre au référendum, ou bien de laisser les deux champs blancs tout en votant aux élections,.

## Résultats
| Choix                  | Votes  | %     |
| ---------------------- | ------ | ----- |
| Votes pour             | 7 275  | 71,92 |
| Votes contre           | 2 840  | 28,08 |
|                        |        |       |
| Votes valides          | 10 115 | 55,79 |
| Votes blancs           | 8 015  | 44,21 |
| Total                  | 18 130 | 100   |
| Abstention             | 35 211 | 66,01 |
| Inscrits/Participation | 53 341 | 33,99 |

Êtes vous favorable à la promulgation par la législature d'une loi convoquant une assemblée constituante afin d'adapter tout ou partie de la loi organique révisée des Iles Vierges, 68 Stat. 497, en une constitution des Iles Vierges ?

Parts des suffrages exprimés :
| Pour 7 275 (71,92 %) |  |  | Contre 2 840 (28,08 %) |
| ▲                    |  |  |                        |
| Majorité absolue     |  |  |                        |

## Suites
Une loi sur la tenue d'une sixième convention constitutionnelle est votée le 29 décembre 2022. Ses membres sont élus le 5 novembre 2024 lors de l'Election Day, pour une ouverture de la première session en janvier 2025. La constitution doit être rédigée par la convention avant le 31 octobre 2025, suivie d'une mise à référendum lors de l'election day du 3 novembre 2026. En cas de vote positif des électeurs, le nouveau texte constitutionnel doit entrer en vigueur le 31 mars 2027.